# Adventi koszorú

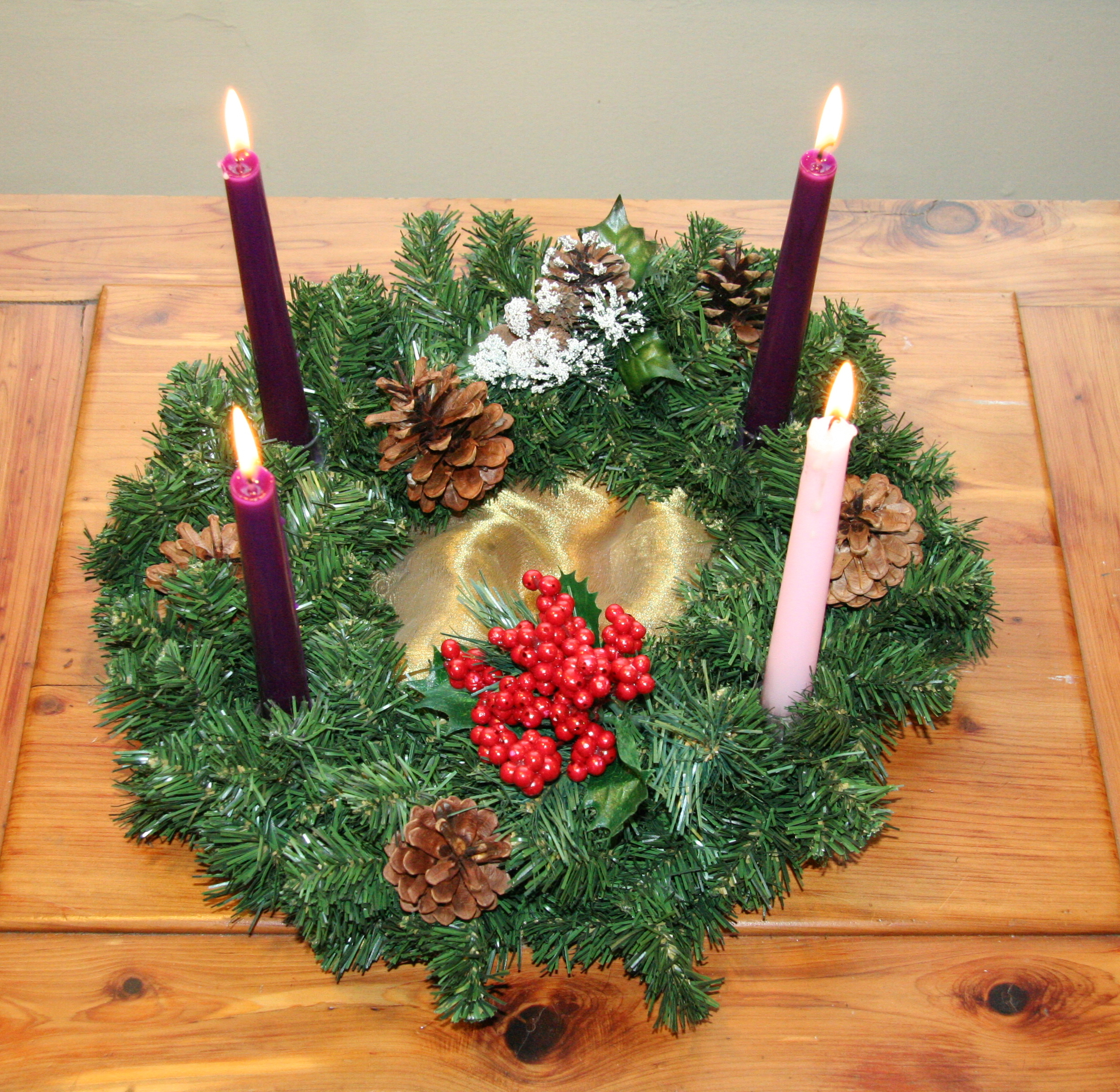
Katolikus adventi koszorú

Az adventi koszorú örökzöld ágakból font, négy (ritkán több) gyertyával díszített koszorú. Az adventi várakozás szimbóluma: gyertyái az adventi időszak négy hetét jelképezik. A 19. században jelent meg a német evangélikus keresztényeknél; a 20. században fokozatosan elterjedt néhány más keresztény irányzatban is.
Az adventi koszorú az otthont és a templomot összekötő kapocs: paraliturgikus, vagyis se nem egyházi, se nem profán.

## Eredete
Az örökzöld koszorúk már a pogány korban is a fény és a tavasz iránti vágyakozást szimbolizálták. A kereszténység elterjedésével ezek vallásos jelentőséget kaptak, főként bencés és ciszterci szerzetesek által.
Gyertyákkal díszített koszorút legelőször Johann Hinrich Wichern (1808–1881) misszióalapító evangélikus lelkész készített 1839-ben, az általa alapított hamburgi Rauhen Haus gyermekotthonban. Wichern már 1838-ban gyertyagyújtással jelölte az adventi időszak napjait: minden nap egy új gyertyát gyújtott meg egy tartóban, míg végül karácsony napján az összes gyertya égett. 1839-ben a gyertyákat egy két méter átmérőjű, örökzölddel díszített fa kerékre helyezte, ezzel megalkotva a mai adventi koszorú ősét. 20 piros gyertya jelképezte a hétköznapokat, 4 fehér pedig az advent vasárnapjait (1839-ben a karácsony szerdára esett, így az adventi időszak 24 napos volt).
Közel egy évszázadig az adventi koszorút csak evangélikus, főleg ifjúsági körökben ismerték és használták; a katolikusoknál valószínűleg csak az első világháború után jelent meg. Időközben kialakítása is egyszerűsödött: csak a vasárnapokat jelölték gyertyák (vagyis számuk négyre csökkent), így a koszorú a háztartások részévé válhatott. Széles körű elterjedése az 1930-as évekre tehető; ehhez a virágkötők is nagymértékben hozzájárultak.

## Jelentése
A keresztény szimbolisztika szerint az adventi koszorú formája Isten örökkévaló szeretetét jelképezi, az örökzöld ágak (leggyakrabban fenyő) a reményt és az életet, a gyertyák pedig a növekvő fényt, Jézus eljövetelének közeledtét. A koszorút almák és vörös szalagok is díszíthetik; az előbbiek a bűnbeesést és a megváltás ígéretét, az utóbbiak a keresztény imádatot jelentik.
A négy gyertya advent négy hetét és ezenfelül négy fogalmat jelképez: 1. hit, 2. remény, 3. öröm, 4. szeretet. A római katolikus hagyományban ezen felül egy-egy személyre vagy közösségre is utalnak:
1. Ádám és Éva – mint akiknek elsőként ígérte meg Isten a megváltást (hit)
2. Zsidó nép – amelynek megígérte, hogy közülük származik a Messiás (remény)
3. Szűz Mária – aki megszülte a Fiút (öröm)
4. Keresztelő Szent János – aki hirdette Jézus eljövetelét, és készítette az utat az emberek szívéhez (szeretet)

A katolikusoknál a gyertyák színei általában megegyeznek az advent időszakának liturgikus színeivel: három lila, egy pedig rózsaszín; a rózsaszín gyertyát advent harmadik vasárnapján (Gaudete) gyújtják meg. Elfogadott az olyan koszorú is, melyen mind a négy gyertya lila vagy fehér. A protestánsok általában piros gyertyákat használnak. Egyes koszorúkon megjelenik egy ötödik, fehér gyertya is, az úgynevezett Krisztus-gyertya, melyet karácsony előestéjén gyújtanak meg.
A 20. században egyes görögkatolikus és ortodox családok is bevezették a szokást. Mivel náluk a karácsonyt 40 napos böjti időszak előzi meg, az adventi koszorún hat gyertya van, az időszak hat hetét jelképezve.

## Használata
A katolikusoknál a pap szenteltvízzel áldja meg az adventi koszorút annak elkészítése (vagy megvásárlása) után. Az első gyertyát advent első vasárnapján gyújtják meg – az első héten csak egy gyertya ég, majd minden vasárnap eggyel többet gyújtanak meg. A gyertyagyújtást ima kíséri. Karácsony után a koszorút elégetik.
Bár egyesek úgy tartják, hogy a gyertyákat az óramutató járásával ellentétes (vagy éppen megegyező, esetleg átlós) irányban kell meggyújtani, a hagyomány nem tartalmaz ilyen kitételt: a gyertyák közül bármelyik jelképezheti bármelyik hetet (a katolikusoknál a rózsaszín nyilván a harmadik vasárnapnak van fenntartva). A gyertyák elhelyezését illetően sincs külön követelmény, akár egymás mellé, vagy párba is lehet őket állítani.

## Képek

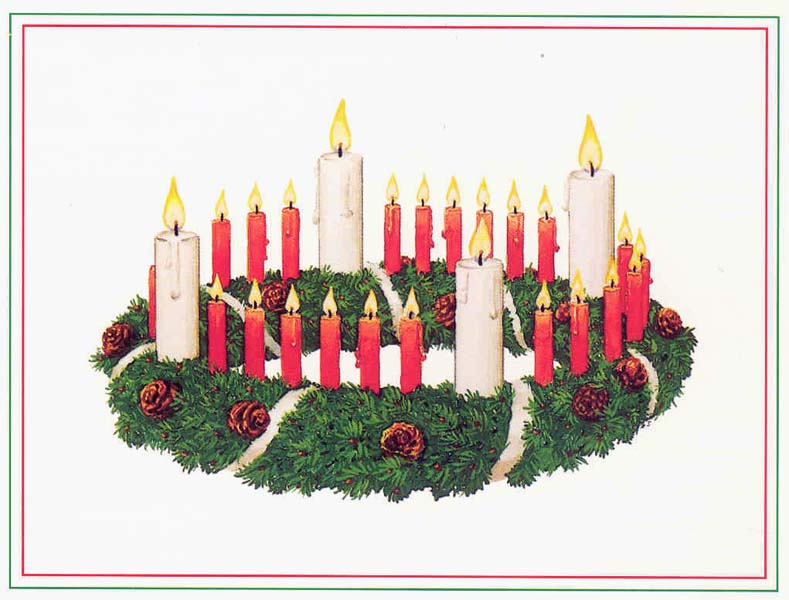
Wichern koszorújának ábrázolása
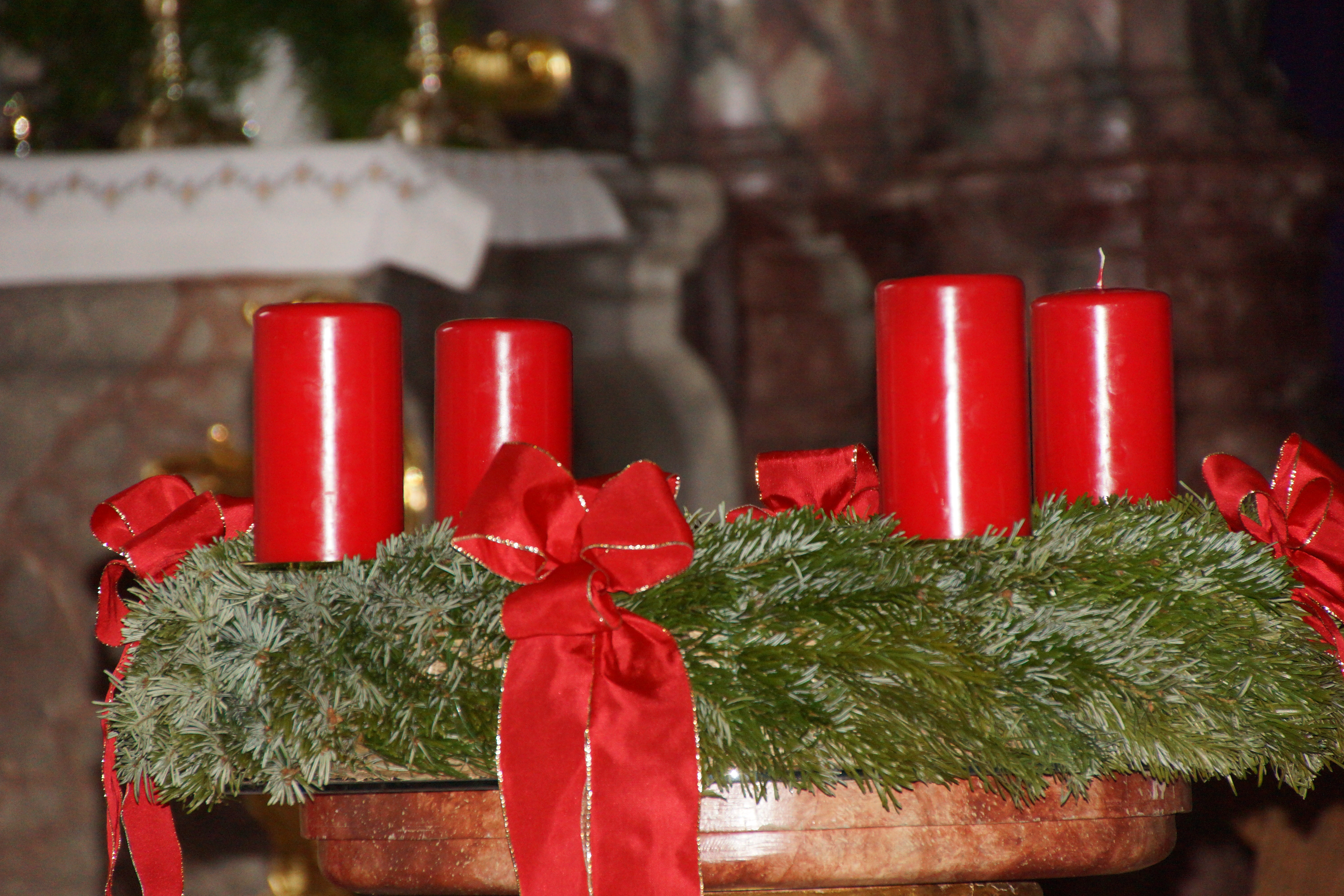
Templomban
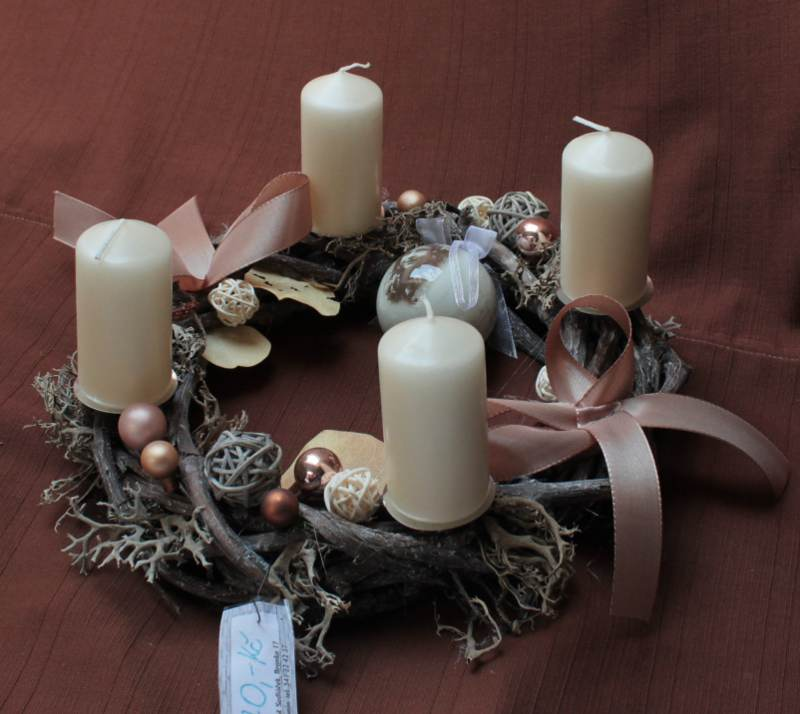
Faágakból készült koszorú
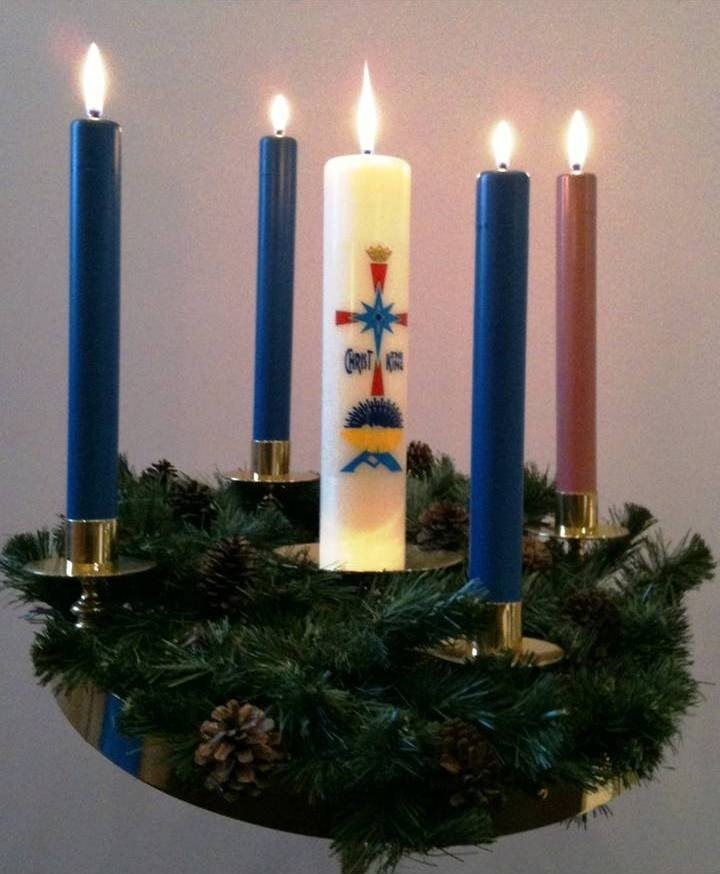
Ötödik (Krisztus-) gyertya
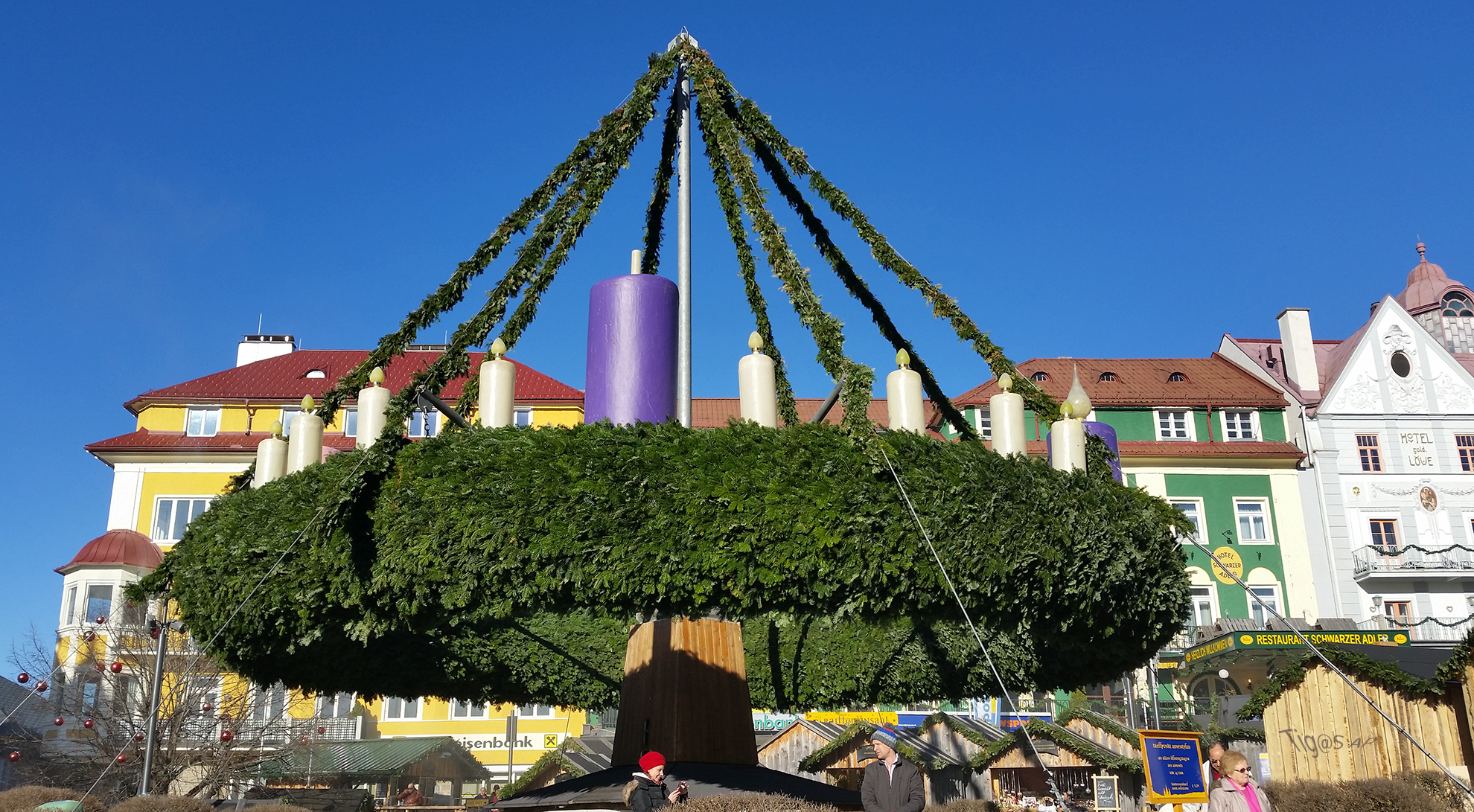
A világ legnagyobb függő adventi koszorúja Mariazellben